# Atomabstand

Elementarzelle eines kubisch flächenzentrierten Gitters. Der Atomabstand nächster Nachbarn beträgt,
d. h. die halbe Flächendiagonale.

Als Atomabstand bezeichnet man den Ruhe-Abstand zweier benachbarter Atome in einem Molekül oder einem Kristall. Bei einer Flüssigkeit oder einem amorphen Festkörper wird damit der Abstand zweier nächster Nachbaratome bezeichnet. 
Der Abstand zweier Atome liegt dabei in der Größenordnung 10−10 m. Als Einheit wird daher üblicherweise Ångström verwendet: 1 Å : = 10−10 m = 0,1 nm.
Eine Möglichkeit zur Bestimmung des Atomabstandes ist die Röntgenbeugung. Dabei treten Intensitätsmaxima für alle Abstände der Gitterebenen voneinander auf, der größte Beugungswinkel entspricht dem Abstand der nächsten Nachbarn. Andere Abstände, wie z. B. die Gitterkonstante zusammengesetzter Gitter, lassen sich aufgrund geometrischer Überlegungen errechnen.